# Zoektocht naar Jürgen Conings
De zoektocht naar Jürgen Conings was een zoekoperatie naar de Belgische militair Jürgen Conings (1974-2021), nadat hij op 17 mei 2021 zware wapens had gestolen uit de kazerne van Leopoldsburg en daarna verdween. De beroepsmilitair, die verdacht werd van rechts-extremisme, stond eerder op de OCAD-lijst als 'potentieel gevaarlijke extremist' en werd gevolgd door de Belgische inlichtingendiensten. Conings had bedreigingen geuit tegen de Belgische overheid, tegen het Ministerie van Defensie, tegen een moskee in Eisden en tegen viroloog Marc Van Ranst. Op de dag van zijn verdwijning werd Conings twee uur lang in de buurt van diens woning gesignaleerd, waarna het gezin Van Ranst naar een safehouse werd geëvacueerd.

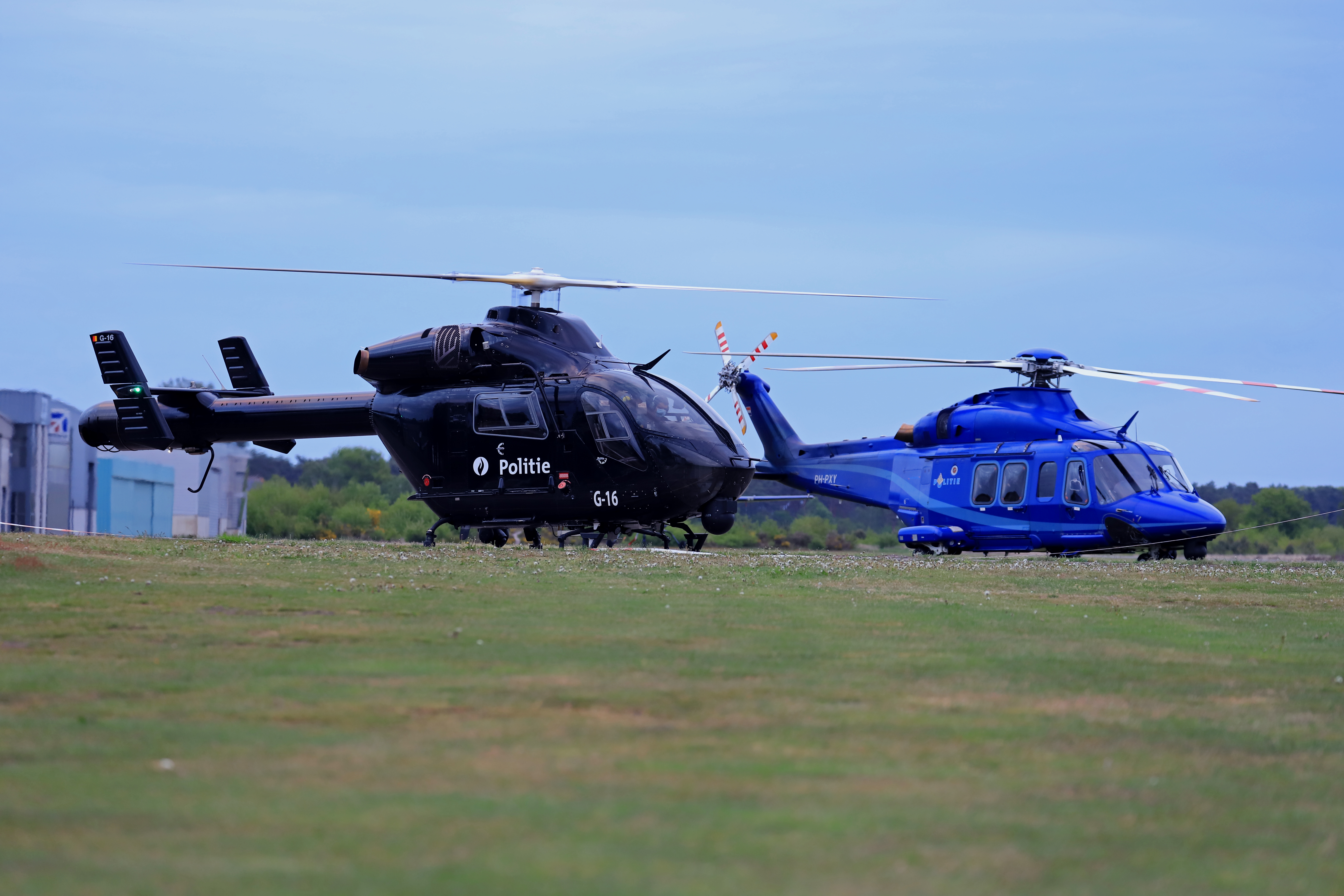
Belgische en Nederlandse helikopters gebruikt bij de zoektocht.

Op 18 mei vond de politie in Groot Homo, een gehucht in Lanklaar, de wagen van Conings terug. De wagen bevatte naast de gestolen oorlogswapens ook een boobytrap. DOVO kon de bom onschadelijk maken voor de politie het voertuig onderzocht. Vervolgens doorzochten 400 manschappen van het Belgisch leger, politie en ondersteuning uit de buurlanden het Nationaal Park Hoge Kempen. Door de zoektocht werd het park van 19 tot 23 mei gesloten en werd de snelweg E314 tussen Genk en Maasmechelen meerdere keren gedeeltelijk afgesloten.Het vliegveld van Zwartberg werd hiervoor gebruikt als uitvalsbasis voor de Nederlandse en Belgische politie helikopters.
Op 20 juni 2021 werd het levenloze lichaam van Jürgen Conings in het Dilserbos aangetroffen, na een melding door een in dit gebied fietsende OVLD-burgemeester, meer dan 100 meter buiten de zoekperimeter.

## Achtergrond
Jürgen Conings werd in 1974 geboren in Maaseik. Hij was een korporaal-chef in de Belgische luchtmacht en schietinstructeur. Tijdens zijn carrière was Conings gespecialiseerd als scherpschutter en ingezet in buitenlandse missies in het voormalige Joegoslavië, Bosnië en Herzegovina, Kosovo, Libanon, Irak en Afghanistan.
Verschillende collega's van Jürgen Conings vertelden dat hij Marc Van Ranst haatte, een viroloog die de regering advies gaf over de coronamaatregelen. Vanwege zijn politiek linkse ideeën en prominente aanwezigheid in de media, wordt Van Ranst vaak het doelwit van (extreem)rechts en coronasceptici. Conings had meermaals Marc Van Ranst op sociale media bedreigd. Verschillende collega's verklaarden dat hij sympathieën had voor extreemrechtse ideeën en tot de kring behoorde van de militante groep Vlaams Legioen.
In 2020 kreeg hij twee keer een tuchtsanctie voor zijn gedrag en bedreigingen aan Marc Van Ranst. Daarvoor werd hij gedegradeerd tot wapendrager, waardoor hij de sleutel kreeg tot het wapendepot. Met deze sleutel zou hij later ongestoord wapens meegenomen hebben. Na zijn dreigementen werd zijn naam toegevoegd aan de OCAD-lijst van de Coördinatieorgaan voor de dreigingsanalyse, een lijst met extremistische individuen.

## Vlucht

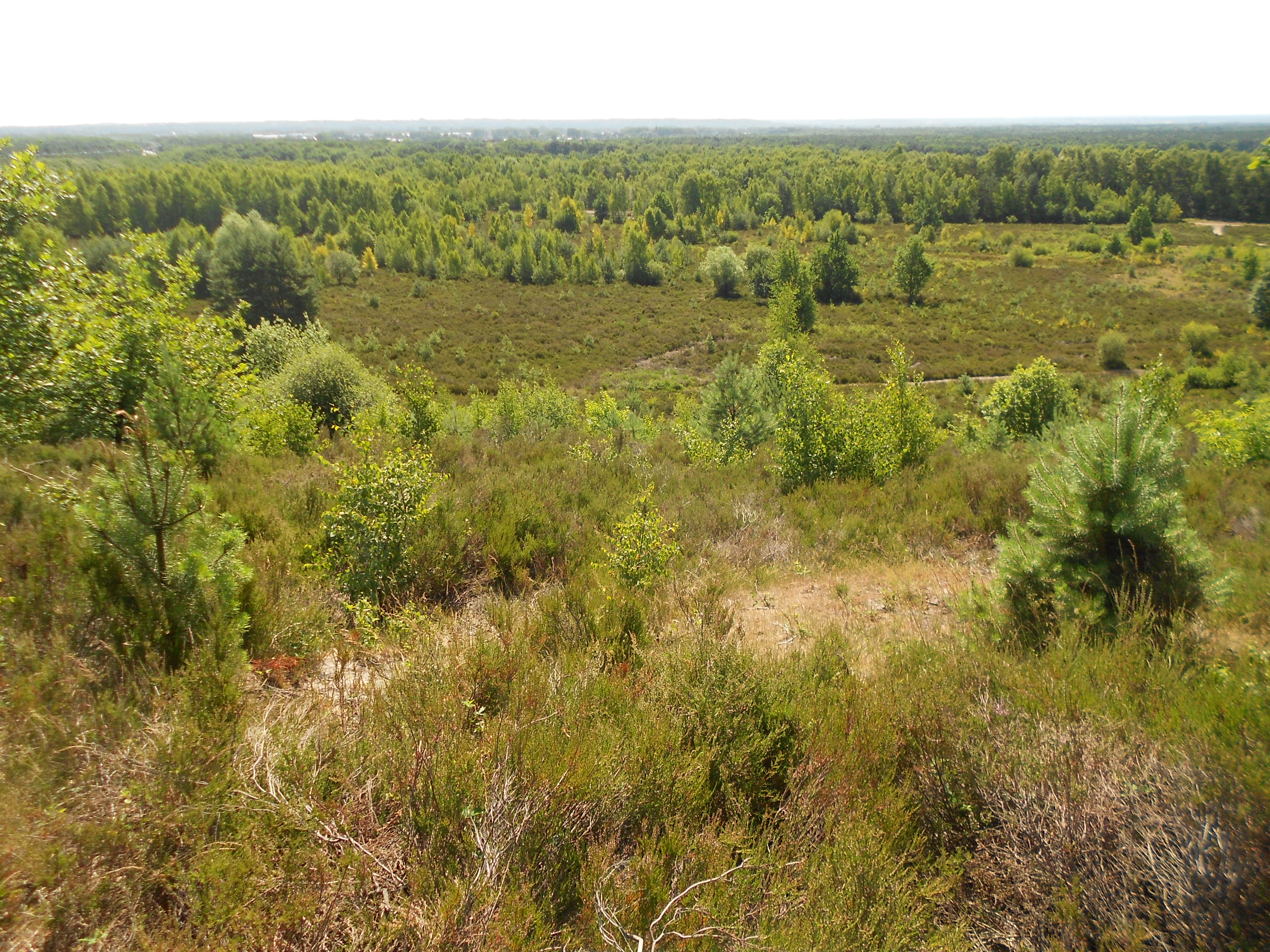
Nationaal Park Hoge Kempen: bossen en heide

Conings liet twee afscheidsbrieven achter waarin hij in verzet wilde komen tegen de coronamaatregelen. In deze brieven dreigde hij met "een aanslag tegen het regime en tegen virologen". Naast de afscheidsbrief die geadresseerd was aan zijn vrouw en kind, was de tweede bestemd voor het leger en de buitenwereld. Daarin stond onder meer: "Jullie hebben me getraind om te worden wie ik ben, ik ga dat nu tegen jullie gebruiken".
Op maandag 17 mei verliet Conings 's ochtends zijn woning in Dilsen-Stokkem en reed naar het kazerne van Leopoldsburg. Hij nam een aantal wapens mee uit het depot van de kazerne. Volgens De Standaard vertelde hij een collega dat hij wapens nodig had voor een 'schietoefening'. Zo had hij zijn auto ingeladen, zonder dat het Belgisch leger en inlichtingendiensten waren ingelicht, met vier raketwerpers, een FN P90-machinegeweer, een FN Five-seveN-pistool, een kogelwerend vest en meer dan 2000 patronen aan munitie. In de avond verliet Conings zijn werk, en stuurde zijn laatste bericht aan zijn vriendin om 20u. Hij kwam niet naar huis en verkende twee uur lang de omgeving van de woning van viroloog Marc Van Ranst.
Op dinsdag 18 mei liet hij zijn militaire medailles achter op het graf van zijn ouders in de begraafplaats van Peer. Het Ministerie van Defensie in België werd ingelicht over zijn verdwijning en startte een klopjacht. Zijn afscheidsbrieven werden ontdekt door zijn vriendin en waren doorgegeven aan de politie. Bij een crisisoverleg van alle veiligheidsdiensten werd het dreigingsniveau van Conings op de OCAD-lijst opgetrokken naar niveau vier. Marc Van Ranst werd ondergebracht op een schuiladres.
Zijn achtergelaten wagen, een Audi Q5, werd gevonden door een boswachter aan de rand van het Dilserbos in Lanklaar dichtbij het Nationaal Park Hoge Kempen. In de wagen vond de politie vier M72 LAW-raketwerpers, fosforgranaten, een hoop kogels en een rugzak vol eten. De politie vond ook een granaat die met een draad verbonden was aan een deurklink. De ontmijningsdienst van het leger, de DOVO, kwam ter plaatse om het "verdacht mechanisme" te onderzoeken. Het ging om een tripflare of lichtvalstrik, met kans op hevige brand met bijkomende ontploffingen, als het mechanisme was afgegaan.

## Zoektocht
Van woensdag 19 mei tot zondag 23 mei werd het Nationaal Park Hoge Kempen afgesloten. Op woensdag werden er geweerschoten gehoord, die uit het nationaal park leken te komen. Het Belgische leger voerde verschillende veegacties (lijnzoekacties) door het park uit, zonder resultaat. Autoriteiten dachten dat hij zwaar bewapend was en ondergedoken in het park. Ook de snelweg E314 van Genk naar Maasmechelen werd in beide richtingen afgesloten. Het Belgische leger werd vergezeld door de Duitse elite-eenheid GSG 9 en Nederlandse en Luxemburgse manschappen.
Op donderdag 27 mei begon een nieuwe zoekactie in de buurt van Lanklaar waar de wagen van de Conings werd teruggevonden. Dit keer werd de zoekactie alleen uitgevoerd door binnenlandse troepen en werd de Cel Vermiste Personen ingezet. Een klein deel van het nationale park was afgesloten voor het grote publiek. De operatie was een gerichte zoekactie, in tegenstelling tot eerdere veegacties door het gehele nationale park. Er werd gezocht in drie zones, maar leverde niets op. Er werden wat spullen gevonden en meegenomen voor onderzoek.
Op vrijdag 28 mei voerde de politie een kleinschalige zoekactie in Lummen, in het natuurgebied Tiewinkel.
Van zaterdag 29 mei tot donderdag 10 juni vonden opnieuw (beperkte) zoekacties plaats in Lanklaar. Er werden zo'n twintig politie- en militaire voertuigen ingezet, evenals een politiehelikopter. Op 9 juni werd na een zoektocht in de buurt van de achtergelaten auto van Conings een rugzak met munitie en medicijnen gevonden. Een deel van de munitie die in de rugzak is gevonden, komt overeen met de vuurwapens die door Conings waren gestolen. Maar andere munitie was gebruikt voor een jachtgeweer, waardoor het vermoeden ontstond dat hij meer wapens in zijn bezit heeft dan eerst was vermoed. In de rugzak werd ook voedselvoorraad gevonden. In de buurt van de rugzak werden lege blikken voedsel gevonden die in het leger werden gebruikt, wat er mogelijk op wijst dat Conings was uitgerust om wekenlang in het bos te leven.
Onderzoeken naar telefonie, camerabeelden en ANPR-beelden door de politie toonden dat Conings afgesloten leek van de buitenwereld.

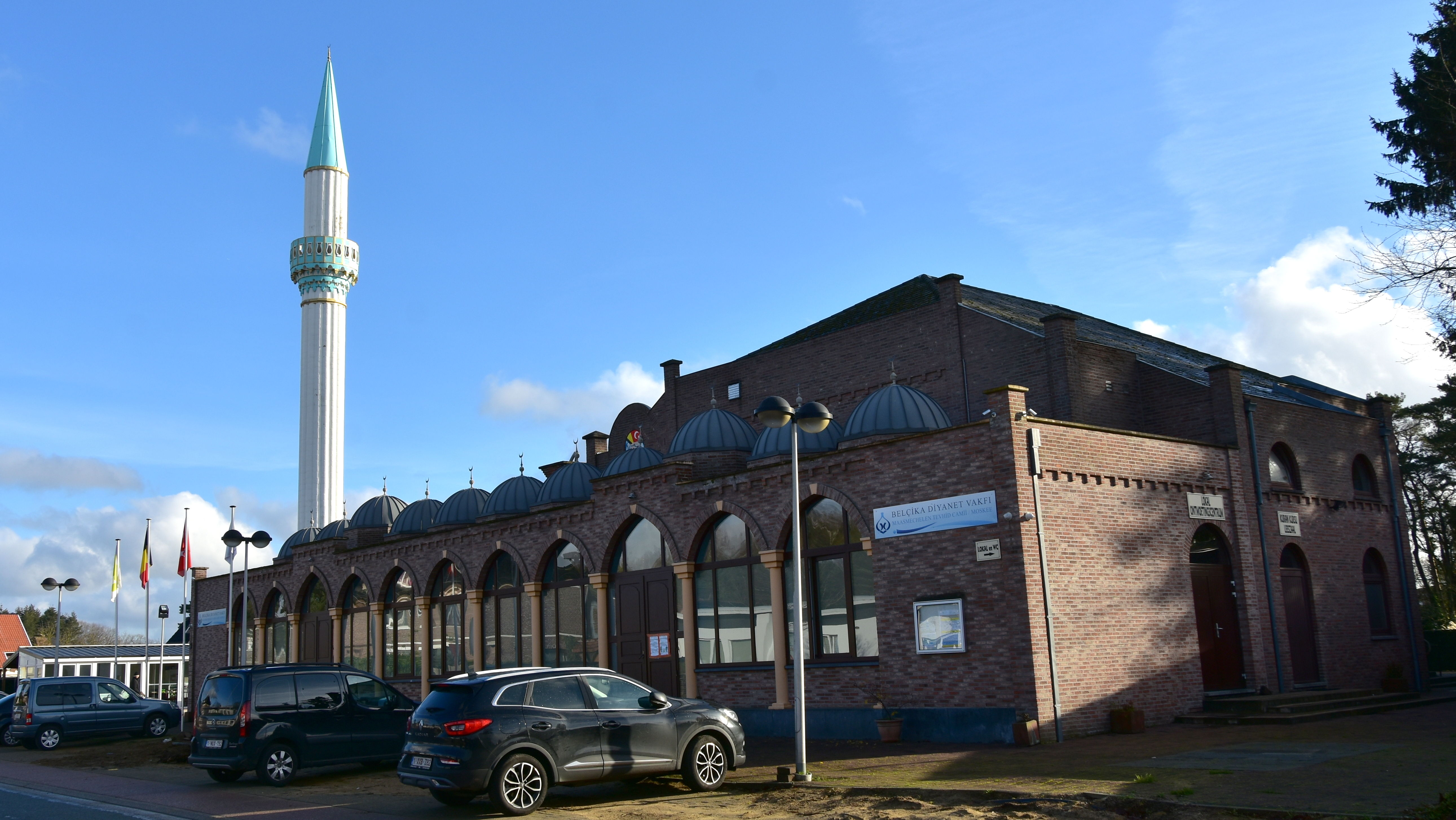
Conings vertelde een collega dat de Tevhid-moskee in Eisden een van zijn doelwitten was.

Sinds de zoektocht naar Conings werd Marc Van Ranst ondergebracht in een beveiligd huis en kreeg minister van Defensie Ludivine Dedonder extra bescherming. Moskeeën in de provincie Limburg kregen extra politiebewaking. Verschillende moskeeën kregen de boodschap om extra waakzaam te zijn en sommigen besloten te sluiten.
Op 21 mei startte het federale parket een gerechtelijk onderzoek tegen Conings wegens "poging tot moord en verboden wapenbezit in een terroristische context". Op 22 mei werd Conings' naam toegevoegd op de rode zoeklijst van Interpol, voor "het dreigen met een terroristische aanval op personen en een regering." Bij het Ministerie van Defensie werd een intern onderzoek geopend naar eventuele fouten.
Op 22 mei voerde de gerechtelijke politie tiental huiszoekingen uit, waaronder het huis van Conings, Tomas Boutens en andere woningen van extreemrechtse individuen.
Op 23 mei kregen elf militairen die door de inlichtingendienst van het leger gevolgd worden voor connecties met extreemrechts, geen toegang meer tot de wapendepots en gevoelige informatie. Bij die elf was ook één militair die op buitenlandse missie in Afrika was. Hij werd meteen teruggeroepen.

### Media
Politie meldde dat Conings mogelijk gewapend was. Door de ongerustheid bleven tientallen kinderen thuis van school in Maasmechelen. De speurders van de zaak sloten niet uit dat Jürgen Conings mogelijk de berichten in de media volgde. Zo maakte de vriendin van Conings op 21 mei een oproep op televisie, in VTM Nieuws, aan haar vriend: 

Jürgen, als je nog leeft, maak geen slachtoffers. Zorg dat het verhaal eindigt, dat het stopt. Voor mij, voor mijn familie. Bepaal zelf hoe, maar zorg dat het stopt.

Op VRT en VTM deed het federaal parket een liveoproep aan Conings zich over te geven.

### Meldingen
De federale politie kreeg minstens 185 tips over Jürgen Conings en heel wat mensen beweerden de gemiste militair te hebben gezien. Het Brusselse Noordstation werd op zondagavond 23 mei ontruimd omdat een reiziger dacht dat hij Conings had gespot. In Sint-Niklaas ging de politie op jacht naar een man in een camouflagepak, van wie een getuige geloofde dat hij een geweer in zijn rugzak had. Het bleek later een visser te zijn met een hengel. In Evergem beweerde een student de vermiste soldaat te hebben gezien. Drie scholen in Evergem werden vervolgens hermetisch afgesloten en de politie doorzocht het gebied. In Neeroeteren was een basisschool hermetisch afgesloten nadat een kleuter "een grote man in zwart" zag. In Nederland zou de vermiste militair op 11 juni 's avonds in Groningen gezien zijn, maar toen bleek het een Duitse hiker te zijn.

## Vondst, autopsie en wijze van overlijden
Op 20 juni 2021 werd het levenloze lichaam van Jürgen Conings in het Dilserbos aangetroffen door de burgemeester van Maaseik, Johan Tollenaere, nadat deze tijdens een mountainbiketocht een sterke lijkgeur had geroken. De autopsie door het parket wees uit dat zelfdoding de doodsoorzaak was. De familie van Conings twijfelde echter aan de doodsoorzaak van Conings vanwege geloof in onbewezen en ontkrachte complottheorieën en probeerde daarom via een deurwaarder de crematie van Conings te verhinderen om het lichaam te onderwerpen aan een tweede autopsie. De rechtbank verbood dit echter. Conings werd gecremeerd op 26 juni 2021. De familie van Conings staakte daarop de gerechtelijke procedure om een periode van rust in te lassen.

### Overlijden
Op 24 augustus 2021 maakte federaal procureur Frédéric Van Leeuw bekend dat Jurgen Conings mogelijk al de dag na zijn verdwijning was overleden. Dat bleek na onderzoek van de stappenteller op zijn gsm. Hij vertrok op maandag 17 mei uit de kazerne van Leopoldsburg. Dezelfde dag, 's avonds, zou hij opgedoken zijn in de buurt van het huis van viroloog Marc Van Ranst, om daarna wekenlang spoorloos te blijven. Aangezien zijn lichaam in verregaande staat van ontbinding verkeerde, kreeg het Nationaal Instituut voor Criminalistiek en Criminologie (NICC) de vraag om het precieze moment van overlijden te bepalen door middel van entomologisch onderzoek. Dat onderzoek leverde geen resultaat op vanwege de grote variaties in de temperatuur.
Het onderzoek van de gsm leerde dat Conings van de kazerne naar het huis van Van Ranst reed, daarna naar Limburg terugkeerde en zijn auto bij het bos parkeerde. Op 18 mei zette Conings nog zo’n 800 stappen om daarna te stoppen. Die afstand kan overeenkomen met de vindplaats van zijn lichaam. De onderzoekers concludeerden hieruit dat Conings zich in de eerste dagen van zijn verdwijning van het leven heeft beroofd.

## Steunbetuigingen
Online kreeg Conings steun van tienduizenden sympathisanten op sociale media, die vonden dat hij psychische hulp nodig had. De Facebookgroep ‘Als 1 achter Jürgen’, werd op 20 mei aangemaakt om steun te betuigen voor de militair, en telde bijna 11.500 leden in de eerste 24 uur. In de groep riepen ze op om acties en betogingen te houden. Een van de beheerders was bestuurslid en ondervoorzitter van Vlaams Belang Jongeren Lier. Na het bereiken van 45.800 leden, haalde Facebook de groep op 25 mei offline, omdat de groep het Facebook-beleid had geschonden. Nadat Facebook de groep verwijderde, groeide het aantal steungroepen op Telegram.
Ter ondersteuning van Jürgen Conings werden eind mei enkele marsen gehouden, waar telkens 100 tot 200 deelnemers op afkwamen. Dergelijke steunbetuigingen werden onder andere verworpen door de minister van Binnenlandse Zaken Annelies Verlinden. Zij waarschuwde dat Conings wel degelijk gevaarlijk was en "zeer gevaarlijke intenties" had. De stafchef van het Belgische leger, Michel Hofman, betreurde dat Conings door een deel van de bevolking als "verzetsstrijder" of "held" werd gezien.

## Politiek
Op 20 mei noemde premier Alexander De Croo het onaanvaardbaar "dat iemand die als gevaarlijk aanzien wordt toch toegang heeft tot wapens." Minister van Defensie, Ludivine Dedonder benadrukte om maatregelen te nemen. Omdat Dedonder een maand eerder ondervraagd werd over rechts-extremisme in het leger, kreeg ze kritiek op haar verantwoordelijkheid door de oppositie.
Op 25 mei erkende Ludivine Dedonder tijdens een persconferentie samen met Michel Hofman, chef van Defensie, dat er fouten zijn gemaakt in de zaak-Jürgen Conings en dat die worden onderzocht. De minister en chef van Defensie wisten niet dat Conings op de OCAD-lijst stond, een lijst voor extremistische individuen. Hofman zei ook dat rechts-extremistische militairen geen thuis hebben in het leger.
Op 26 mei tijdens een parlementaire hoorzitting in de Kamer van Volksvertegenwoordigers verklaarde Dedonder dat: "[...] informatie uit de database van OCAD gebrekkig werd benut. Ook werd die info op een gebrekkige manier doorgegeven."
Op 14 juni schreef Le Soir dat Defensie al meer dan 650.000 euro spendeerde aan de zoektocht naar Conings. Op 16 juni werd het rapport van minister Ludivine Dedonder over de zaak-Jürgen Conings besproken in de Kamer. Het vond eerst plaats in de ochtend, maar was later uitgesteld naar 17 uur. Dat gebeurde omdat de parlementsleden hun verontwaardiging uitten over het feit dat minister Ludivine Dedonder hen dat rapport niet eerst had bezorgd terwijl het inmiddels wel al was uitgelekt.